# Château d'Angrie

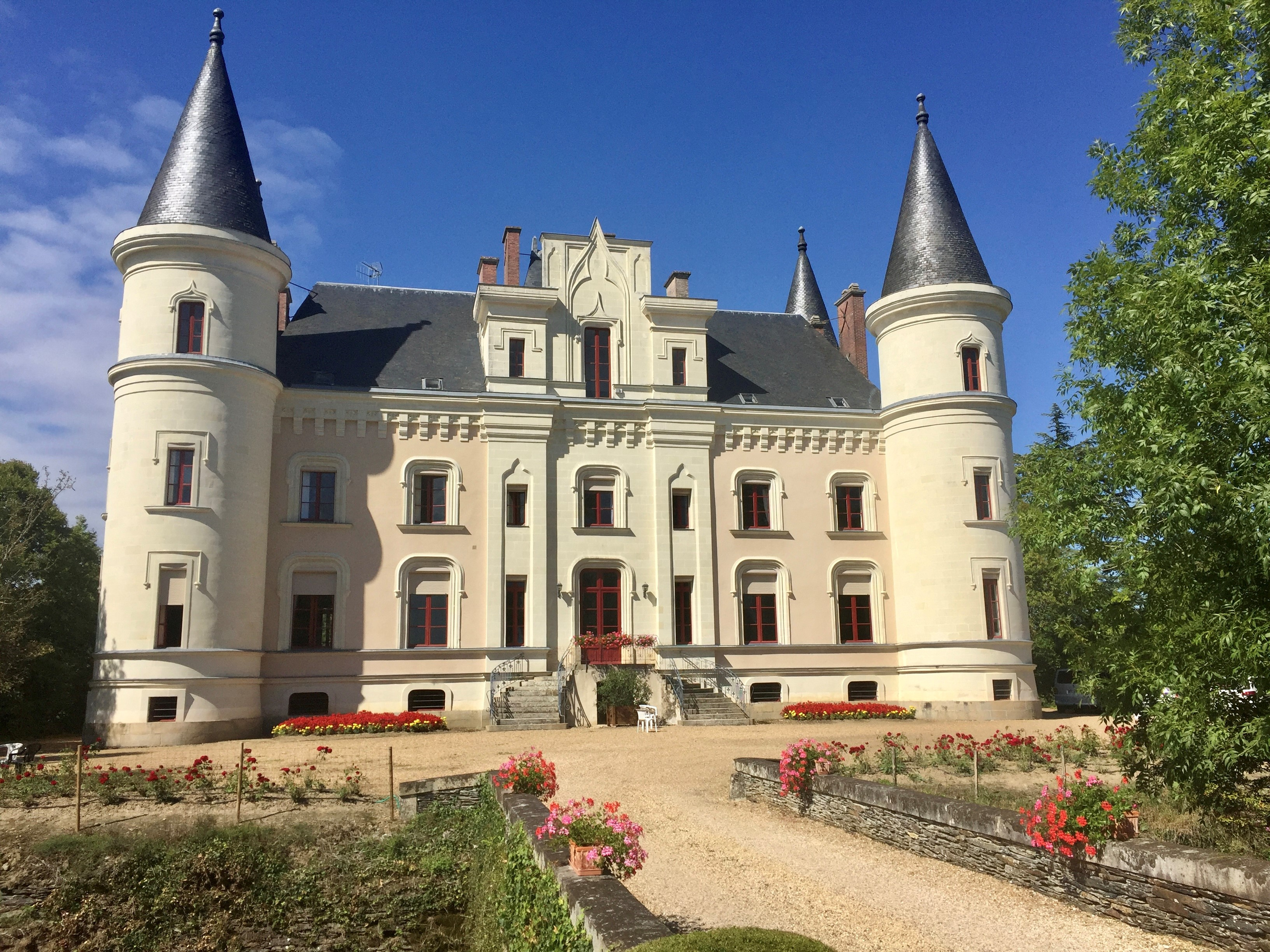

Le château d'Angrie est un château situé à Angrie, en Maine-et-Loire.

## Localisation
Le château est situé dans le département français de Maine-et-Loire, sur la commune d'Angrie.

## Description
Le comte et la comtesse de Lostanges ont confié à René Hodé, architecte à Angers la reconstruction du nouveau château. Commencé en 1846, il était presque terminé en 1847. C'est un vaste rectangle flanqué de quatre tours rondes couronnées de machicoulis et terminées par des toits élancés. Cette belle demeure s'élève presque au centre des anciennes douves larges de douze mètres et que traversent au midi un pont de deux arches, dernier reste de l’ancien pont-levis. Les quatre vieilles tours ont été rasées[pas clair] ; seules leurs bases subsistent plongeant dans l'eau des fossés creusés en plein roc. 
La spectaculaire décoration intérieure du château est confiée au peintre de décors d’opéra Achille Léger. 
Ce château est le premier château néogothique en Anjou. 
Ce style néogothique sera repris dans de nombreux châteaux construits dans cette région dans la deuxième moitié du XIXe siècle. Une restauration dans les années 1990 transformera légèrement le château et lui fera perdre les créneaux des tourelles.

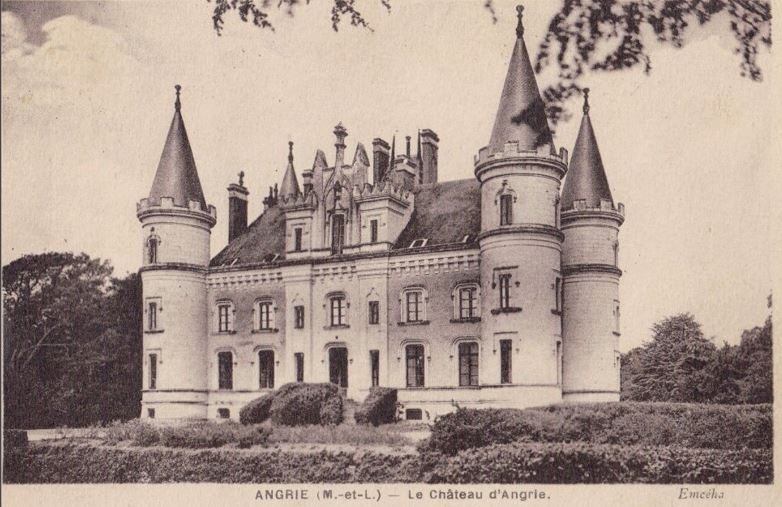

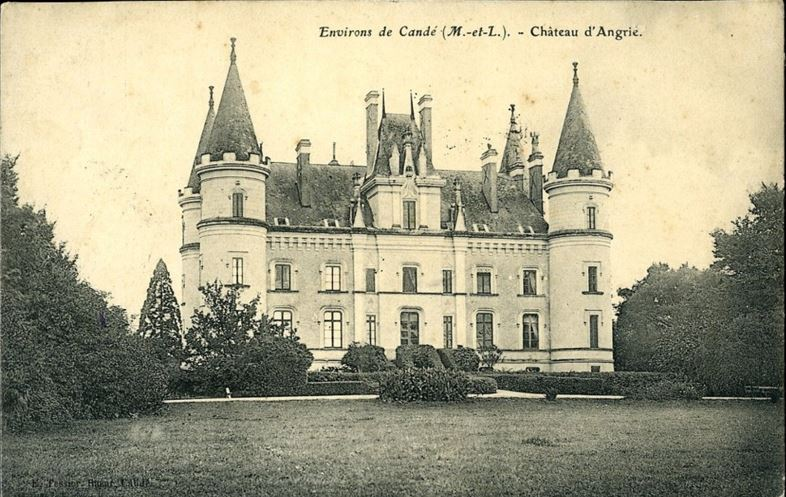
Château d'Angrie (Nord)

## Historique
La seigneurie d'Angrie, titrée de châtellenie au XVIe siècle, relevait de la baronnie de Candé à foi et hommage lige, et avait droit de haute, moyenne et basse justice.
Dès le XIIe siècle, la terre d'Angrie appartenait à la famille de ce nom. Tout porte à croire que la noble et ancienne maison d'Andigné qui a possédé la terre d’Angrie du XIIIe au XVIIIe siècle descend des premiers seigneurs de la paroisse d'Angrie.

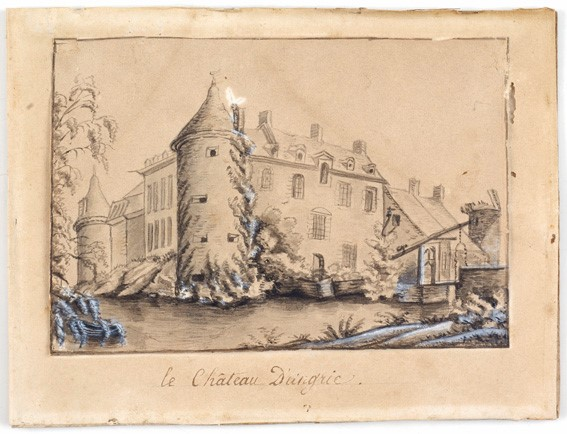
Ancien château d'Angrie

Le 25 mai 1586, René d'Andigné rendit hommage lige et dénombrement de sa terre d'Angrie à la duchesse de Montmorency, dame de la baronnie de Candé. Il s’agit de la première description du château:
Premièrement : Mon chastel, herbregement, maison seigneurial de maditte Chastellanie d'Angrye, avecques grands fossez ou douves à fons de cuve, muraillés et bordez de murailles et contrescarppés, grands et gros terriers au circuit dudict chastel clos et circuit de grandes et fortes murailles où sont portaulx, ponts levis, tours, canonnières et forteresses, en ma parroisse d'Angrye, païs d'Anjou.« Item, mon parc clos de murailles où sont parreillement portaulx, tours, canonnières et forteresses, près et joignant mondict chaste!
En 1716, Jean-Charles-Joseph d’Andigné prit le titre de marquis d’Angrie. En 1725, au décès de son fils Jean-Charles-Joseph, la lignée de d’Andigné d’Angrie s’est éteinte après cinq siècles.
Par contrat passé le 19 février 1727, messire Joseph–François d'Andigné de Vezins, neveu du précédent, vendit la terre, fief et seigneurie d'Angrie, à haut et puissant seigneur Jacques-Urbain Turpin, chevalier, baron de Crissé, demeurant en son château de la Rivière d'Orvaux, paroisse de Loiré.
Par descendance, le château passera des Turpin de Crissé aux Lostanges (qui bâtiront le nouveau château en 1846) puis aux Hersart du Buron et enfin aux Kerautem qui le possèdent toujours.
L'édifice est inscrit au titre des monuments historiques en 2008.